# Ours brun du Kamtchatka
Ursus arctos beringianus · Ours brun d'Extrême-Orient, Grizzly de Sibérie
Sous-espèce
Répartition géographique
Statut de conservation UICN

 LC  : Préoccupation mineure
L’Ours brun du Kamtchatka (Ursus arctos beringianus), également appelé Ours brun d'Extrême-Orient ou Grizzly de Sibérie, est une sous-espèce de l'Ours brun originaire du district d'Anadyrsky, de la péninsule du Kamtchatka, de l'Île Karaguinski, des îles Kouriles, de la bande côtière à l'ouest de la mer d'Okhotsk vers le sud jusqu'aux Monts Stanovoï et des Îles Chantar en Extrême-Orient. En dehors de l'ex-Union soviétique, la sous-espèce se trouve sur l'île Saint-Laurent dans la mer de Béring. Il est étroitement apparenté à un clade d'ours bruns d'Alaska et du nord-ouest de l'Amérique du Nord, et serait l'ancêtre de l'Ours kodiak.

## Description

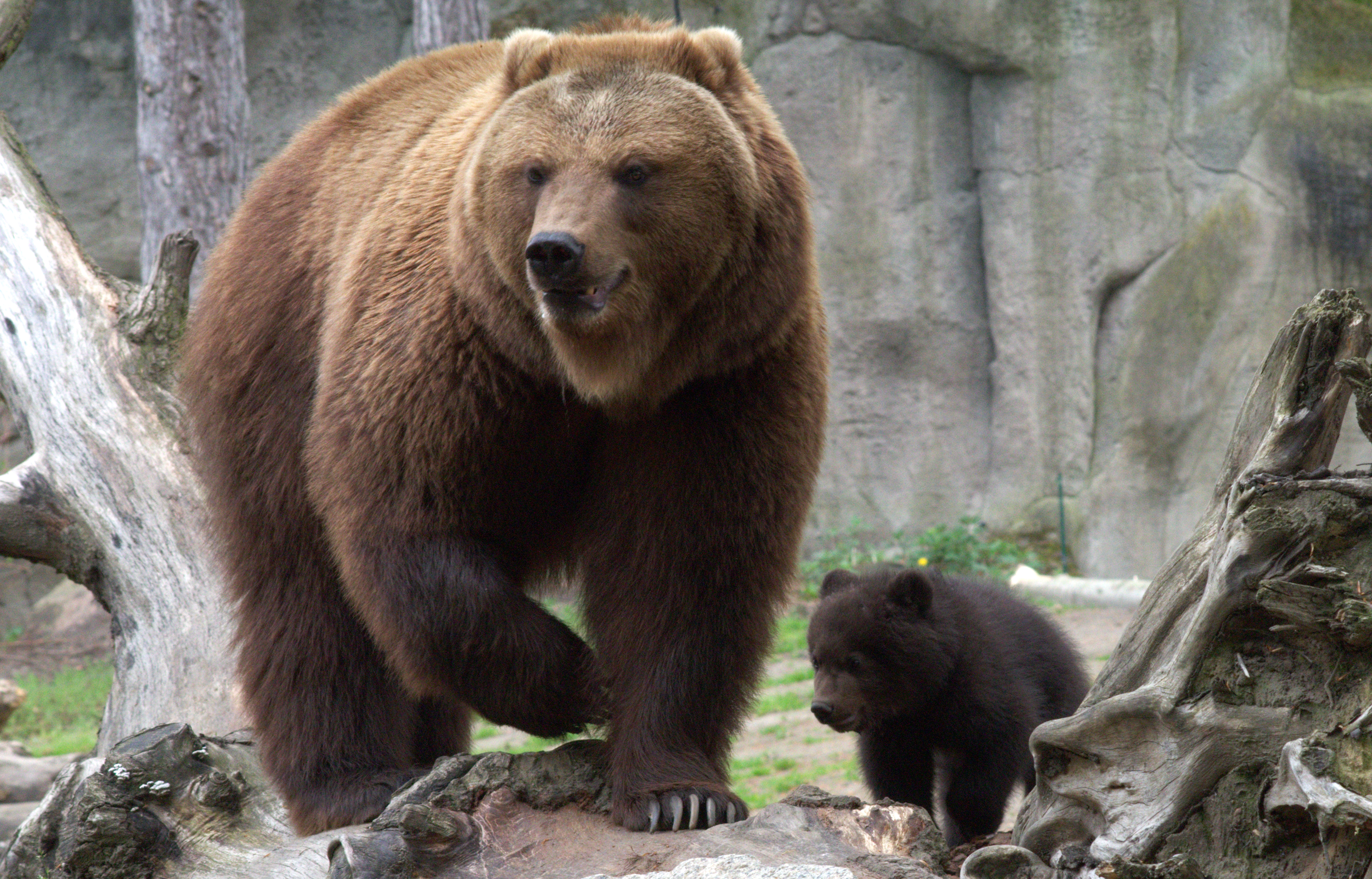
Ourse en captivité avec son ourson au Tierpark Hagenbeck (Allemagne).

C'est un très gros ours brun, le plus gros d'Eurasie, d'une longueur de 2,4 à 3 m dressé sur ses pattes arrière, et pesant jusqu'à au moins 650 kg. Sa taille se rapproche de celle de l'ours Kodiak ; cependant, le crâne est plus large que celui de Ursus arctos lasiotus, et par rapport à celui de l'ours Kodiak, le crâne est beaucoup plus large que long, l'ouverture des narines antérieures est beaucoup plus courte et les molaires diffèrent par leur taille et leur forme relatives. Le crâne le plus long pour un mâle est de 40,3 à 43,6 cm, large de 25,8 à 27,7 cm, tandis que les crânes des femelles font 37,2-38,6 cm de long et 21,6-24,2 cm de large. La fourrure est généralement brun foncé avec quelques teintes violettes. Les individus de couleur claire sont rares.

## Comportement et écologie

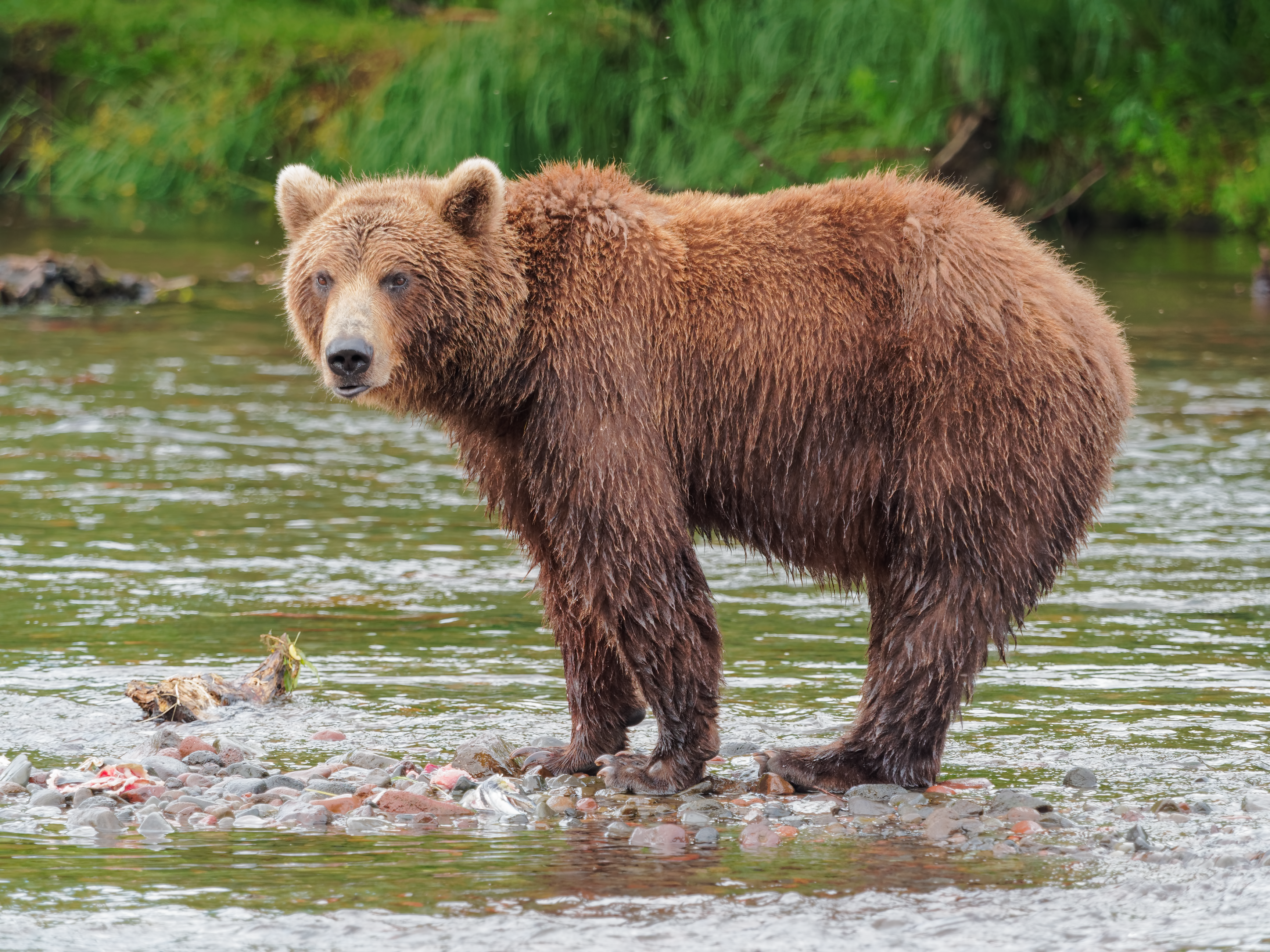
Ours près du Lac Dvuhyurtochnoe.

En été, ils se nourrissent de myrtilles, de camarines, de saumons roses à bosse et de truites arc-en-ciel ; en automne, de pignons de pin, de sorbes et de poisson. En période de famine, ils mangent des cadavres de poissons ou de mammifères marins, des baies et des graminées.

## Relation avec les humains

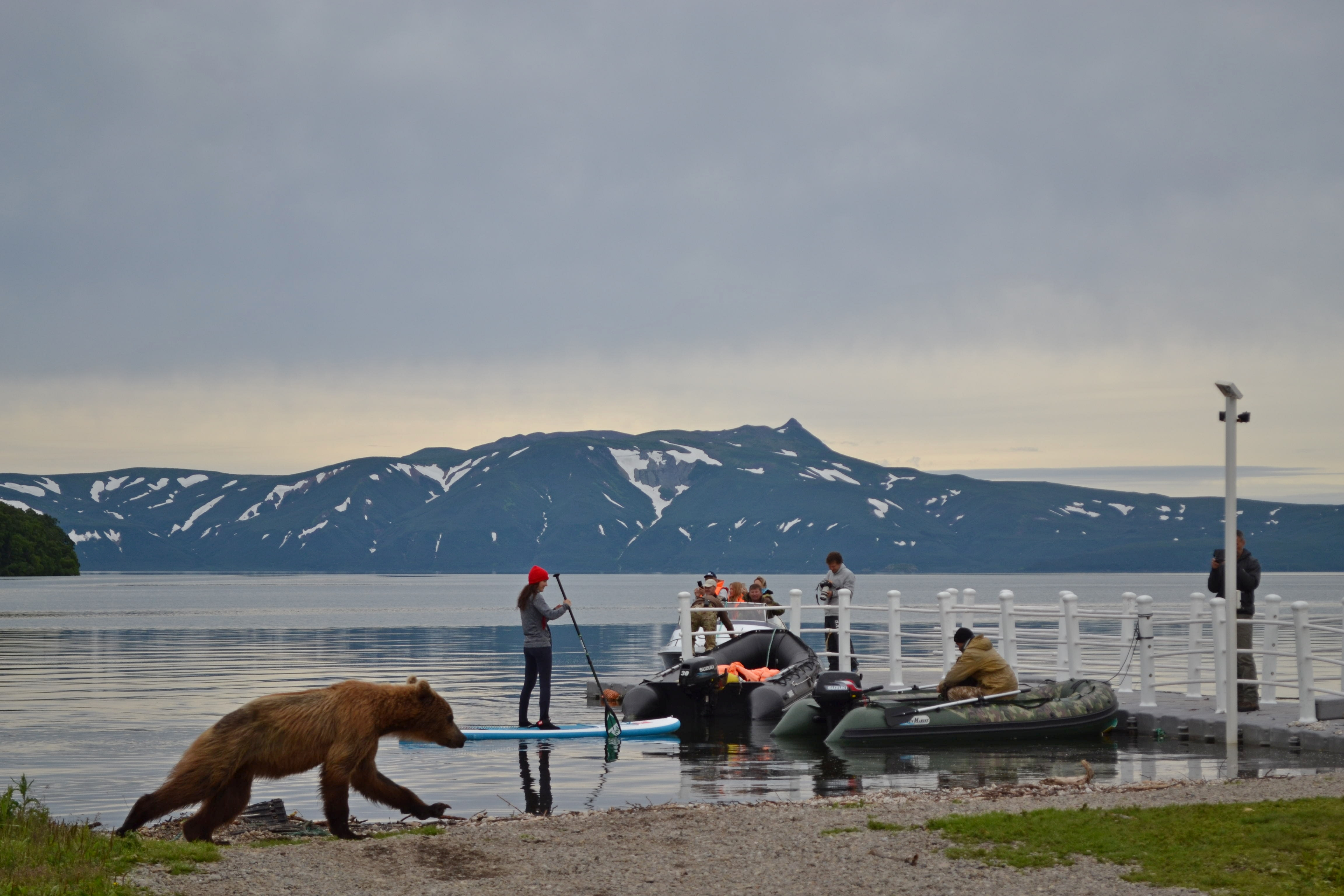
Ours passant près d'humains au Lac Kourile.

Les ours bruns du Kamtchatka ne sont généralement pas dangereux pour l'homme, et seulement 1% des rencontres entraînent des attaques. Les premiers Européens arrivés au Kamtchatka au 19e siècle, bien que surpris par le nombre et la taille des ours, ont observé qu'ils étaient relativement inoffensifs par rapport à leurs homologues sibériens. Cependant, en juillet 2008, un complexe minier de platine dans le district Olyutorsky du Kraï du Kamtchatka été assiégé par un groupe d'une trentaine d'ours affamés qui ont tué deux gardes.

### Chasse aux trophées
Les ours bruns du Kamtchatka sont parmi les trophées les plus appréciés par l'industrie de la chasse russe. En 2005, le Département de la gestion de la faune sauvage du Kamtchatka a délivré 500 permis de chasse. Les clients ont payé jusqu'à 10 000 $ pour chasser les ours. Ainsi, les impacts économiques de la chasse récréative des ours bruns du Kamtchatka sont importants.

## Classification
Le nom valide complet (avec auteur) de ce taxon est Ursus arctos beringianus Middendorff, 1853.
Ursus arctos beringianus a pour synonymes :
- Ursus arctos kolymensis Ognev, 1924
- Ursus mandchuricus Heude, 1898
- Ursus piscator Pucheran, 1855